# Breg, Žirovnica
Brég je ena izmed desetih vasi v Občini Žirovnica in s skoraj 700 prebivalci največje naselje v njej. Naselje Breg se prvič omenja leta 1348. Starejši del naselja leži bližje Savi Dolinki in okrog gotske cerkve sv. Radegunde. V cerkvi je ohranjeno nekaj originalnih poslikav. Ohranjeni so motivi svetnikov in mučencev: sv. Radegunde, sv. Lovrenca, sv. Mihaela, noseče Marije in sv. Krištofa. Cerkev stoji na območju grobov staroslovanske kulture iz 9.-10.stoletja. Novejši del vasi se širi na sever proti glavni cesti. Naselje izgublja kmečki videz, saj na Bregu živi vedno več nekmečkega prebivalstva. Vzhodno od naselja so njive in travniki, ob Savi Dolinki pa gozd.